# Bắn cung tại Đại hội Thể thao Đông Nam Á 2021
Bắn cung tại Đại hội Thể thao Đông Nam Á 2021 được tổ chức từ ngày 14 đến 19 tháng 05 năm 2022 tại Hà Nội, Việt Nam. Có 10 nội dung được thi đấu ở môn Bắn cung tại SEA Games 31.

## Nội dung thi đấu
Môn bắn cung bao gồm mười nội dung: bốn nội dung nam, bốn nội dung nữ và hai nội dung hỗn hợp:
- Cá nhân cung 1 dây: nam, nữ
- Đồng đội cung 1 dây: nam, nữ, hỗn hợp
- Cá nhân cung 3 dây: nam, nữ
- Đồng đội cung 3 dây: nam, nữ, hỗn hợp

## Chương trình thi đấu
Bắn cung tại Đại hội Thể thao Đông Nam Á 2021 diễn ra từ ngày 14 đến ngày 19 tháng 05 năm 2022.
| Ngày  | Giờ         | Thời gian                                             | Nội dung |
| ----- | ----------- | ----------------------------------------------------- | --- |
| 15/05 |             |                                                       | Vòng toàn năng |
| 15/05 |             | Vòng toàn năng cung 1 Dây                             | |
| 15/05 | 09:00-12:00 | 03:00                                                 | RM + RW: Khởi động 3 lượt, ngay sau khi kết thúc sẽ tiến hành thi đấu vòng loại toàn năng (AB)                       |
| 15/05 | 12:00-13:30 | 01:30                                                 | Nghỉ trưa |
| 15/05 |             | Vòng loại toàn năng cung 1 dây                        | |
| 15/05 | 13:30-16:30 | 03:00                                                 | CM + CW: Khởi động 3 lượt, ngay sau khi kết thúc sẽ tiến hành thi đấu vòng loại toàn năng (AB)                       |
| 16/05 |             |                                                       | Thi đấu cá nhân |
| 16/05 | 09:00-09:15 | 00:15                                                 | CM + CW: Khởi động 3 lượt, ngay sau khi kết thúc sẽ tiến hành thi đấu, các cá nhân không có đối thủ có thể tập luyện |
| 16/05 | 09:15-09:55 | 00:40                                                 | 1/8: CM, CW |
| 16/05 | 09:55-10:35 | 00:40                                                 | 1/4: CM, CW |
| 16/05 | 10:35-11:10 | 00:35                                                 | 1/2: CM, CW |
| 16/05 | 11:10-13:00 | 01:50                                                 | Nghỉ trưa |
| 16/05 |             | Thi đấu đồng đội                                      | |
| 16/05 | 13:00-13:15 | 00:15                                                 | Khởi động 3 lượt, ngay sau khi kết thúc sẽ tiến hành thi đấu, các đội không có đối thủ có thể tập luyện              |
| 16/05 | 13:15-13:45 | 00:30                                                 | 1/4: CM, CW |
| 16/05 | 13:45-14:15 | 00:30                                                 | 1/2: CM, CW |
| 16/05 | 14:30-14:45 | 00:15                                                 | Khởi động 3 lượt, ngay sau khi kết thúc sẽ tiến hành thi đấu, các đôi không có đối thủ có thể tập luyện              |
| 16/05 | 14:45-15:10 | 00:25                                                 | 1/4: CX |
| 16/05 | 15:10-15:35 | 00:25                                                 | 1/2: CX |
| 17/05 |             |                                                       | Thi đấu cá nhân |
| 17/05 | 09:00-09:15 | 00:15                                                 | CM + CW: Khởi động 3 lượt, ngay sau khi kết thúc sẽ tiến hành thi đấu, các cá nhân không có đối thủ có thể tập luyện |
| 17/05 | 09:15-09:55 | 00:40                                                 | 1/8: RM, RW |
| 17/05 | 09:55-10:35 | 00:40                                                 | 1/4: RM, RW |
| 17/05 | 10:35-11:10 | 00:35                                                 | 1/2: RM, RW |
| 17/05 | 11:10-13:00 | 01:50                                                 | Nghỉ trưa |
| 17/05 |             | Thi đấu đồng đội                                      | |
| 17/05 | 13:00-13:15 | 00:15                                                 | Khởi động 3 lượt, ngay sau khi kết thúc sẽ tiến hành thi đấu, các đội không có đối thủ có thể tập luyện              |
| 17/05 | 13:15-13:45 | 00:30                                                 | 1/4: RM, RW |
| 17/05 | 13:45-14:15 | 00:30                                                 | 1/2: RM, RW |
| 17/05 | 14:30-14:45 | 00:15                                                 | Khởi động 3 lượt, ngay sau khi kết thúc sẽ tiến hành thi đấu, các đôi không có đối thủ có thể tập luyện              |
| 17/05 | 14:45-15:10 | 00:25                                                 | 1/4: RX |
| 17/05 | 15:10-15:35 | 00:25                                                 | 1/2: RX |
| 18/05 |             | 08:30                                                 | Tập luyện sân tập |
| 18/05 |             | Chung kết đồng đội cung 1 dây                         | |
| 18/05 | 09:30-10:00 | 00:30                                                 | HC Đồng: Đồng đội nữ cung 1 dây                                                                                      |
| 18/05 | 10:00-10:30 | 00:30                                                 | HC Vàng: Đồng đội nữ cung 1 dây                                                                                      |
| 18/05 | 10:30-11:00 | 00:30                                                 | HC Đồng: Đồng đội nam cung 1 dây                                                                                     |
| 18/05 | 11:00-11:30 | 00:30                                                 | HC Vàng: Đồng đội nam cung 1 dây                                                                                     |
| 18/05 | 11:30-13:00 | 01:30                                                 | Nghỉ trưa |
| 18/05 |             | 12:00                                                 | Tập luyện sân tập |
| 18/05 |             | Chung kết Đôi nam nữ cung 1 dây và cá nhân cung 1 dây | |
| 18/05 | 13:00-13:20 | 00:20                                                 | HC Đồng: Đội đôi nam nữ Cung 1 dây                                                                                   |
| 18/05 | 13:20-13:40 | 00:20                                                 | HC Vàng: Đội đôi nam nữ Cung 1 dây                                                                                   |
| 18/05 |             | Thi đấu cá nhân                                       | |
| 18/05 | 13:40-14:00 | 00:20                                                 | HC Đồng: Cung 1 dây nữ                                                                                               |
| 18/05 | 14:00-14:20 | 00:20                                                 | HC Vàng: Cung 1 dây nữ                                                                                               |
| 18/05 | 14:20-14:40 | 00:20                                                 | HC Đồng: Cung 1 dây nam                                                                                              |
| 18/05 | 14:40-15:00 | 00:20                                                 | HC Vàng: Cung 1 dây nam                                                                                              |
| 18/05 | 15:00-15:30 | 00:20                                                 | Trao giải: Các nội dung cung 1 dây                                                                                   |
| 19/05 |             | 08:30                                                 | Tập luyện sân tập |
| 19/05 |             | Chung kết đồng đội cung 3 dây                         | |
| 19/05 | 09:30-10:00 | 00:30                                                 | HC Đồng: Đồng đội cung 3 dây nữ                                                                                      |
| 19/05 | 10:00-10:30 | 00:30                                                 | HC Vàng: Đồng đội cung 3 dây nữ                                                                                      |
| 19/05 | 10:30-11:00 | 00:30                                                 | HC Đồng: Đồng đội cung 3 dây nam                                                                                     |
| 19/05 | 11:00-11:30 | 00:30                                                 | HC Vàng: Đồng đội cung 3 dây nam                                                                                     |
| 19/05 | 11:30-13:00 | 01:30                                                 | Nghỉ trưa |
| 19/05 |             | 12:00                                                 | Tập luyện sân tập |
| 19/05 |             | Chung kết đôi nam nữ Cung 3 dây và cá nhân cung 3 dây | |
| 19/05 | 13:00-13:20 | 00:20                                                 | HC Đồng: Đôi nam nữ Cung 3 dây                                                                                       |
| 19/05 | 13:20-13:40 | 00:20                                                 | HC Vàng: Đôi nam nữ Cung 3 dây                                                                                       |
| 19/05 |             | Thi đấu cá nhân                                       | |
| 19/05 | 13:40-14:00 | 00:20                                                 | HC Đồng: Cung 3 dây nữ                                                                                               |
| 19/05 | 14:00-14:20 | 00:20                                                 | HC Vàng: Cung 3 dây nữ                                                                                               |
| 19/05 | 14:20-14:40 | 00:20                                                 | HC Đồng: Cung 3 dây nam                                                                                              |
| 19/05 | 14:40-15:00 | 00:20                                                 | HC Vàng: Cung 3 dây nam                                                                                              |
| 19/05 | 15:00-15:30 | 00:20                                                 | Trao giải: Các nội dung cung 3 dây                                                                                   |

## Bảng tổng sắp huy chương
| Hạng               | Đoàn               | Vàng | Bạc | Đồng | Tổng số |
| ------------------ | ------------------ | ---- | --- | ---- | ------- |
| 1                  | Indonesia (INA)    | 5    | 1   | 0    | 6       |
| 2                  | Malaysia (MAS)     | 2    | 2   | 5    | 9       |
| 3                  | Thái Lan (THA)     | 1    | 2   | 1    | 4       |
| 4                  | Philippines (PHI)  | 1    | 1   | 1    | 3       |
| 5                  | Singapore (SIN)    | 1    | 0   | 1    | 2       |
| 6                  | Việt Nam (VIE)     | 0    | 4   | 1    | 5       |
| 7                  | Myanmar (MYA)      | 0    | 0   | 1    | 1       |
| Tổng số (7 đơn vị) | Tổng số (7 đơn vị) | 10   | 10  | 10   | 30      |

## Danh sách huy chương

### Cung một dây
| Nội dung         | Vàng                                                                                          | Bạc                                                               | Đồng                                                                                       |
| ---------------- | --------------------------------------------------------------------------------------------- | ----------------------------------------------------------------- | ------------------------------------------------------------------------------------------ |
| Cá nhân nam      | Arif Dwi Pangestu · Indonesia                                                                 | Riau Ega Agatha · Indonesia                                       | Khairul Anuar Mohamad · Malaysia                                                           |
| Cá nhân nữ       | Rezza Octavia · Indonesia                                                                     | Narisara Khunhiranchaiyo · Thái Lan                               | Syaqiera Mashayikh · Malaysia                                                              |
| Đồng đội nam     | Indonesia · Alviyanto Prastyadi · Arif Dwi Pangest] · Riau Ega Agatha                         | Việt Nam · Chu Đức Anh · Nông Văn Linh · Nguyễn Duy               | Malaysia · Bryson Ting Tiew Luing · Khairul Anuar Mohamad · Muhamad Zarif Syahir Zolkepeli |
| Đồng đội nữ      | Philippines · Pia Elizabeth Angel Bidaure · Phoebe Nicole Amistoso · Gabrielle Monica Bidaure | Việt Nam · Hà Thị Ngọc · Đỗ Thị Ánh Nguyệt · Nguyễn Thị Thanh Nhi | Myanmar · Ya Min Thu · Pyae Sone Hnin · Thidar Nwe                                         |
| Đồng đội hỗn hợp | Indonesia · Riau Ega Agatha · Rezza Octavia                                                   | Malaysia · Khairul Anuar Mohamad · Syaqiera Mashayikh             | Việt Nam · Nông Văn Linh · Đỗ Thị Ánh Nguyệt                                               |

### Cung ba dây
| Nội dung         | Vàng                                                                                          | Bạc                                                               | Đồng                                                                                       |
| ---------------- | --------------------------------------------------------------------------------------------- | ----------------------------------------------------------------- | ------------------------------------------------------------------------------------------ |
| Cá nhân nam      | Arif Dwi Pangestu · Indonesia                                                                 | Riau Ega Agatha · Indonesia                                       | Khairul Anuar Mohamad · Malaysia                                                           |
| Cá nhân nữ       | Rezza Octavia · Indonesia                                                                     | Narisara Khunhiranchaiyo · Thái Lan                               | Syaqiera Mashayikh · Malaysia                                                              |
| Đồng đội nam     | Indonesia · Alviyanto Prastyadi · Arif Dwi Pangestu · Riau Ega Agatha                         | Việt Nam · Chu Đức Anh · Nông Văn Linh · Nguyễn Duy               | Malaysia · Bryson Ting Tiew Luing · Khairul Anuar Mohamad · Muhamad Zarif Syahir Zolkepeli |
| Đồng đội nữ      | Philippines · Pia Elizabeth Angel Bidaure · Phoebe Nicole Amistoso · Gabrielle Monica Bidaure | Việt Nam · Hà Thị Ngọc · Đỗ Thị Ánh Nguyệt · Nguyễn Thị Thanh Nhi | Myanmar · Ya Min Thu · Pyae Sone Hnin · Thidar Nwe                                         |
| Đồng đội hỗn hợp | Indonesia · Riau Ega Agatha · Rezza Octavia                                                   | Malaysia · Khairul Anuar Mohamad · Syaqiera Mashayikh             | Việt Nam · Nông Văn Linh · Đỗ Thị Ánh Nguyệt                                               |